# Dressleria kalbreyeri
Dressleria kalbreyeri är en orkidéart som beskrevs av H.G.Hills. Dressleria kalbreyeri ingår i släktet Dressleria och familjen orkidéer.
Artens utbredningsområde är Colombia. Inga underarter finns listade i Catalogue of Life.